# EXO-CBX
EXO-CBX  (coréen : 첸백시) est le premier sous-groupe d'EXO de l'agence SM Entertaiment. Le groupe a été annoncé le 5 octobre 2016 et a débuté le 31 octobre 2016. Le groupe est composé de trois chanteurs : Chen, Baekhyun et Xiumin. Une vidéo teaser est sorti le 22 octobre. Leur premier mini-album Hey Mama! est sorti le 31 octobre 2016.

## Biographie

### 2016: Formation etHey Mama!
Le 29 juillet 2016, Chen, Baekhyun et Xiumin sont apparus dans une vidéo intitulée "Reservoir Idols" dans le cadre de la tournée « EXO PLANET #3 - The EXO'rDIUM ». Ils ont par la suite sorti une bande sonore originale intitulée "For You" pour le drama Moon Lovers: Scarlet Heart Ryeo de la chaîne SBS, le 23 août 2016. En conséquence, il a été spéculé qu'ils formeraient le premier sous-groupe d'EXO. Cela a été confirmé par l'agence le 5 octobre. Ils apparaissent pour la première fois en tant que sous-groupe le 23 octobre au Busan One Asia Festival pour l'interprétation de "For You". Le lendemain, le nom du sous-groupe a été annoncé pour être EXO-CBX (raccourci de ChenBaekXi).
Le groupe a fait ses débuts sur M Countdown le 3 novembre. Trois jours plus tard, la vidéo "Reservoir Idols" a été officiellement publiée en tant que clip-vidéo de "The One", l'un des morceaux de l'album. Hey Mama! est entré en tête du classement « Billboard World Albums » et de Gaon Chart. Le 15 novembre, le groupe a remporté son premier trophée sur le plateau du programme musical The Show avec "Hey Mama!". En novembre, EXO-CBX a réalisé un remake de la bande originale "Crush U" pour le jeu Blade and Soul. Ils l'ont interprété le 18 novembre au concert "N-Pop Showcase", dans le cadre du tournoi du championnat du monde Blade and Soul 2016. Le 25 décembre, le clip musical de "Crush U" a été mise en ligne.

### 2017: Débuts japonais avecGirls
Le 10 mars 2017, le sous-groupe a annoncé faire ses débuts au Japon courant mai via un live sur LINE. Le 1er avril 2017, la date de leur comeback a été révélée avec la sortie de leur second mini-album, Girls, cette fois-ci en japonais sorti le 24 mai. Le 1er mai, une version courte du clip-vidéo pour la chanson phare Hey Mama! est sorti.
Le 14 juin, il a été révélé que le groupe chantera la chanson thème de la série animée Running Man.
Le 2 novembre, pour la bande originale du drama japonais Final Life: Even if You Disappear Tomorrow, EXO-CBX a sorti une chanson intitulée "Cry".
Le 14 décembre, EXO-CBX a participé à l'événement "Korea-China Economic and Trade Partnership" avec le président sud-coréen Moon Jae-in et l'actrice Song Hye-kyo à Pékin, en tant que représentant de la K-pop.

### 2018-2019: Première tournée,Blooming DaysetMagic
En janvier 2018, via l'application LINE, ils ont annoncé qu'ils se sont préparés pour leur première tournée japonaise qui débutera en mai. La tournée aura lieu dans 4 villes au Japon, incluant : Yokohama, Fukuoka, Nagoya et Osaka. Le 20 mars, le site officiel japonais d'EXO annonce que le sous-groupe sortira son premier album japonais, intitulé Magic, le 9 mai. L'album contiendra 11 chansons dont "Ka-CHING!", "Girl Problems" et "Cry" ainsi que 8 chansons inédites.
Le 23 mars, SM Entertainment a confirmé via le twitter officiel du groupe que les membres du sous-groupe seraient les interprètes de la chanson principale du drama de tvN, "Live". Le titre, qui s'intitule "Someone Like You", est sorti le lendemain. Le 26 mars, leur agence a confirmé qu'EXO-CBX fera son comeback coréen avec un nouvel mini-album intitulé Blooming Days avec la chanson titre du même nom prévus pour le 10 avril. Le 29 mars, il est annoncé qu'EXO-CBX apparaîtra dans leur première émission de télé-réalité intitulée EXO’s World Travel On a Ladder. Le programme a été diffusé sur la chaîne XtvN.
Le 3 juillet, SM Entertainment a annoncé la sortie du photobook "Selfie Book : EXO-CBX", qui retrace le voyage d'EXO-CBX à Tottori, ce livre est sorti le 17 juillet. Le trio a également créé une collection de chaussures avec la participation des SNSD en édition limitée, ces chaussures ont été mises en vente le mois suivant.
En février 2019, il a été annoncé qu'EXO-CBX reviendrait sur la scène japonaise avec des dates supplémentaires de leur tournée Magical Circus. Le 10 avril, ils sortent une ballade japonaise intitulée "Paper Cuts", incluse au programme de la tournée

### Depuis 2023: conflit avec SM Entertainment et début chez INB100
Le 1er juin 2023, Chen, Baekhyun et Xiumin annoncent, par le biais de leurs avocats qu'ils souhaitent résilier leur contrat avec SM Entertainment, et qu'ils avaient déposé une plainte envers l'agence les accusant de leur avoir fait signer des "contrats d'esclaves", principalement sur la transparence des bénéfices, et sur la durée des contrats qui iraient jusqu'à 18 ans (au lieu de 7 traditionnellement).  
Le 19 juin, SM a annoncé que le différend contractuel avait été résolu et que le trio resterait dans l'entreprise à l'avenir.
En janvier 2024, il est annoncé que les activités des trois artistes et de la sous-unité serait gérés par l'agence INB100, crée par Baekhyun en 2023. Leurs activités de groupe en sein de EXO seront toujours gérées par la SM.
Cependant, le 10 juin 2024 à l'occasion d'une conférence, INB100 accuse SM Entertainment de voler des revenus à ses artistes et de pratiques trompeuses,. À la suite de cette déclaration, SM Entertainment dépose une plainte envers les trois membres. En réponse à cela Baekhyun, Chen et Xiumin déposent à leur tour une plainte envers la SM,.
Le 26 juin, CBX déposent une plainte contre des cadres de SM Entertainment.

## Discographie

### Album
- 2018 : Magic (album japonais)

### Mini-albums
- 2016 : Hey Mama!
- 2017 : Girls (en japonais)
- 2018 : Blooming Days

### Clips musicaux
| Année                   | Titre |
| ----------------------- | ----- |
| Coréen                  |       |
| 2016                    |       |
| "Hey Mama!"             |       |
| "The One"               |       |
| "Crush U"               |       |
| 2018                    |       |
| "花요일 (Blooming Day)" |       |
| Japonais                |       |
| 2017                    |       |
| "Ka-CHING!"             |       |
| 2018                    |       |
| "Horololo"              |       |

## Tournée
- EXO-CBX Magical Circus Tour 2018 (2018)

## Émissions de télé-réalité
| Année | Titre                          | Chaîne |
| ----- | ------------------------------ | ------ |
| 2018  | EXO’s World Travel On a Ladder | XtvN   |

## Récompenses et nominations
| Année | Titre                        | Catégorie                 | Travail nommé | Résultat |
| ----- | ---------------------------- | ------------------------- | ------------- | -------- |
| 2017  | Mnet Asian Music Awards 2017 | Best Asian Style in Japan | EXO-CBX       | Lauréat  |

### Programme de classement musicaux
| Date             | Programme          | Chanson     |
| ---------------- | ------------------ | ----------- |
| 15 novembre 2016 | The Show (SBS MTV) | "Hey Mama!" |